# Хаген
Ха́ген (нем. Hagen; МФА: [ˈhaːɡn̩], произношениео файле) — город земельного подчинения на западе Германии, в федеральной земле Северный Рейн-Вестфалия, на юго-востоке Рурского региона. Хаген часто называют воротами Зауэрланда (нем. das Tor zum Sauerland), поскольку он граничит с северо-западной частью этого региона.
Население — 190,1 тыс. человек (2009 г.).
В Хагене находится единственный государственный университет Германии, предлагающий заочную форму обучения — Хагенский заочный университет.

## География

### Природоохранные территории
На территории Хагена насчитывается 24 природоохранные территории, в том числе:
- Долина ручья Кислый Эпшайд (нем. NSG Bachtal Saure-Epscheid).

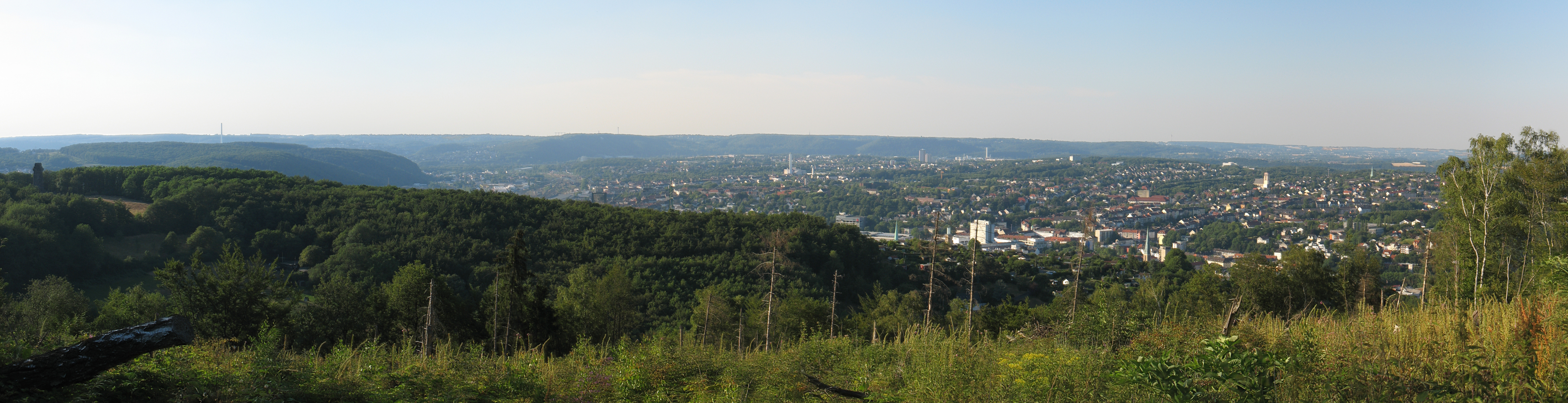
Хаген

## Население
| Год  | Население |
| ---- | --------- |
| 1995 | 213 747   |
| 2000 | 205 201   |
| 2005 | 198 780   |
| 2010 | 190 121   |
| 2018 | 195 182   |

## Города-побратимы
Хаген является городом-побратимом следующих городов:
- Смоленск, Россия (1985 г.)
- Элк, Польша (1955 г.)
- Левен, Франция (1960 г.)
- Коувола, Финляндия (1963 г.)
- Монлюсон, Франция (1965 г.)
- Штеглиц-Целендорф, Германия (1967 г.)
- Брук-на-Муре, Австрия (1975 г.)
- Модиин-Маккабим-Реут, Израиль (1997 г.)

## Достопримечательности
- Замок Хоэнлимбург
- Музей под открытым небом Хагена

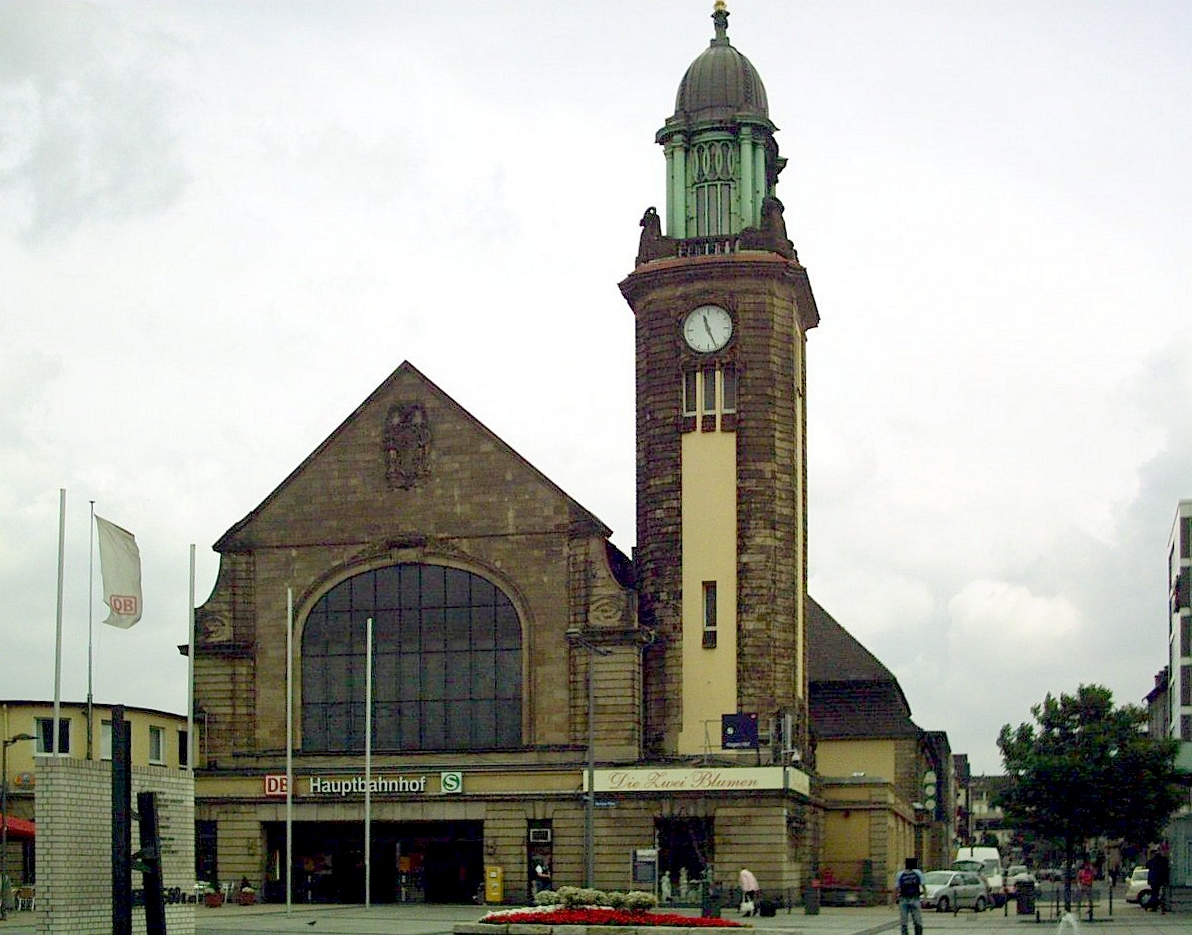
Главный железнодорожный вокзал
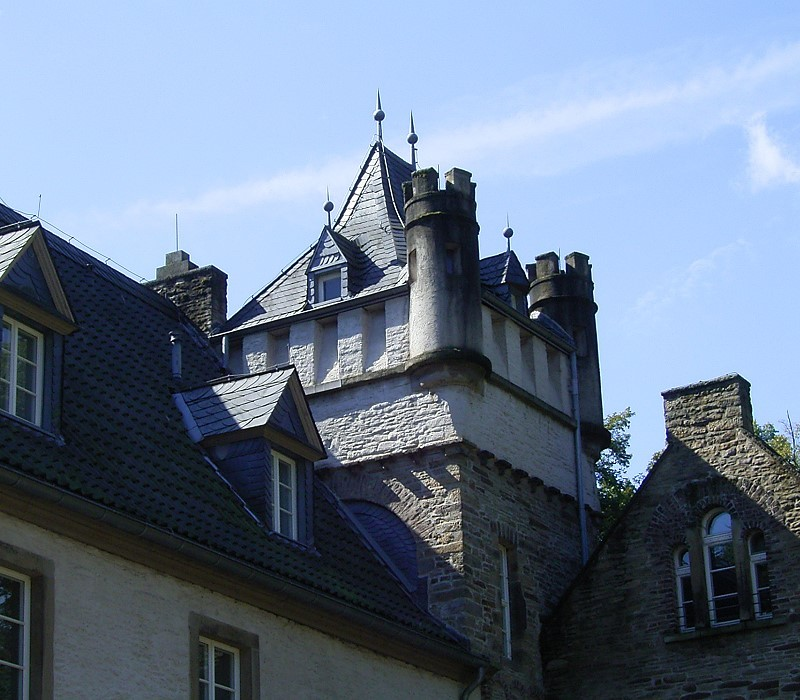
Замок Вердринген
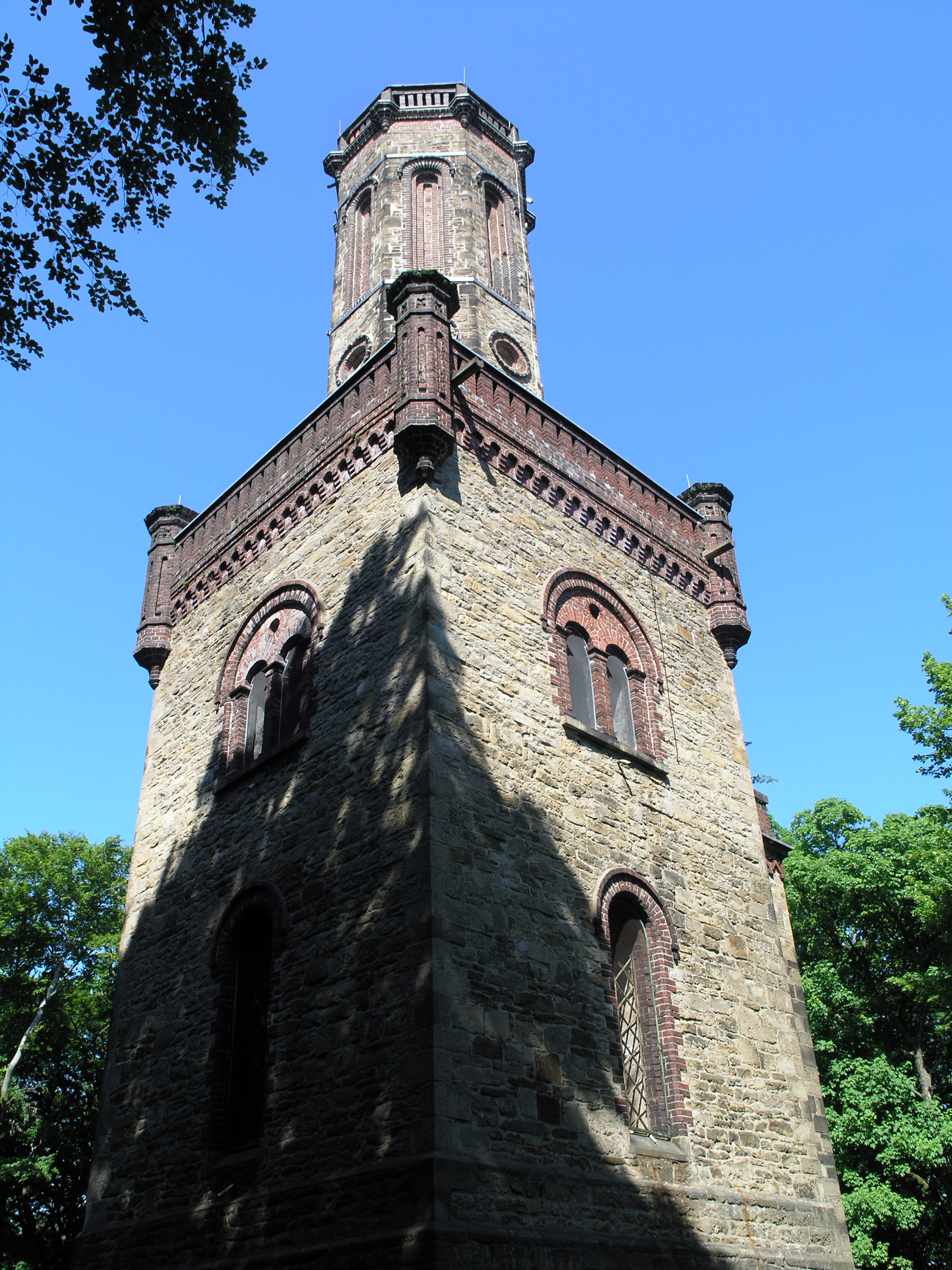
Башня барона фом Штейна